# Jegindø Sogn
Jegindø Sogn er et sogn i Struer Provsti (Viborg Stift). Sognet var under de to første præster efter Reformationen anneks til
Søndbjerg-Odby pastorat. Derefter blev det selvstændigt pastorat, afbrudt af perioden 1827-59, hvor det igen var anneks til Søndbjerg-Odby.
Sognet hørte til Refs Herred i Thisted Amt. Jegindø blev en selvstændig sognekommune indtil den ved kommunalreformen i 1970 blev indlemmet i Thyholm Kommune, som ved strukturreformen i 2007 indgik i Struer Kommune.
I Jegindø Sogn ligger Jegindø Kirke.
I sognet findes følgende autoriserede stednavne:
- Bastholm Odde (areal)
- Bisnap (bebyggelse)
- Bøl (bebyggelse)
- Bøløre (bebyggelse)
- Bøløre Odde (areal)
- Heden (bebyggelse)
- Ibsted (bebyggelse)
- Jegind (bebyggelse)
- Jegind Tap (areal)
- Jegindø (areal, ejerlav)
- Kirkeby (bebyggelse)
- Koffehavn (vandareal)
- Mølodde (areal)
- Nørby (bebyggelse)
- Nørskov (bebyggelse)
- Nørtoftskov (bebyggelse)
- Rønhuse (bebyggelse)
- Skalmør Odde (areal)
- Søndertoftskov (bebyggelse)
- Ulvkær (bebyggelse, vandareal)